# Dryobota
Dryobota là một chi bướm đêm thuộc họ Noctuidae.

## Loài
- Dryobota labecula (Esper, 1788)